# 자크 페팽

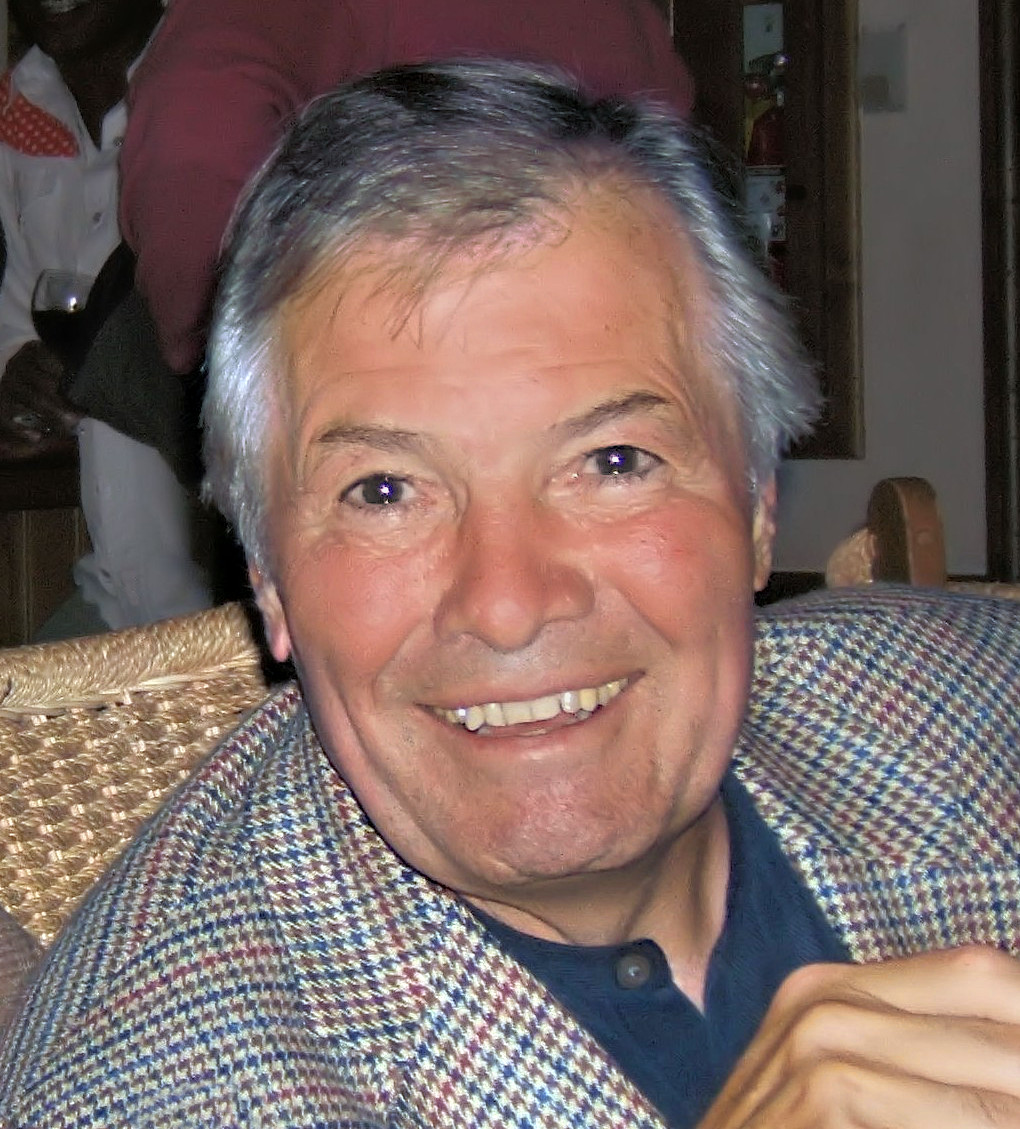
자크 페팽

자크 페펭(프랑스어:Jacques Pepin)은 프랑스의 요리 연구가이다.

## 학력
- 컬럼비아대학교 대학원 석사

## 경력
- 미국 프렌치요리전문대학 학장
- 미국 보스턴 대학교 강사

## 수상 내역
- 1997년 프랑스 예술 및 문학 훈장
- 2004년 프랑스 레지옹도뇌르훈장